# トモ・コスガ
トモ・コスガは、写真分野を中心に活動するアートプロデューサー、キュレーター、編集者、文筆家。
写真家の深瀬昌久が遺した写真作品の管理団体「深瀬昌久アーカイブス」創設者兼ディレクターを務める。
2019年8月、写真表現を語るYouTubeチャンネル「トモコスガ言葉なき対話」を開設。
2020年2月、紺綬褒章を受章。

## 著書
- 『MASAHISA FUKASE』（英文・仏文：Editions Xavier Barral刊、和文：赤々舎刊、2018年）

## 展覧会キュレーション
- 深瀬昌久「PRIVATE SCENES」10 Corso Como, 2019年[1]
- 深瀬昌久「総天然色的遊戯」FUJIFILM SQUARE, Tokyographie, 2018年[2]
- 深瀬昌久「PRIVATE SCENES」Foam Fotografiemuseum Amsterdam, 2018年[3]
- 深瀬昌久「遊戯」誉田屋源兵衛, KYOTOGRAPHIE, 2018年[4]
- 深瀬昌久「L’INCURABLE ÉGOÏSTE」PALAIS DE L’ARCHEVÊCHÉ, Les Rencontres d’Arles, 2017年[5]
- Roger Ballen & Asger Carlsen「NO JOKE」Diesel Art Gallery, 2017年[4]
- 深瀬昌久「救いようのないエゴイスト」Diesel Art Gallery, 2015年[6]
- 「VICE GLOBAL PHOTO COLLABORATIONS」Diesel Art Gallery, 2013年[7]
- Terry Richardson「Terry Richardson vs. Jackass」ラフォーレミュージアム原宿, 2008[4]
- Bob Richardson「Bob Richardson」ZEL GALLERY, 2008年[4]
- 「VICE PHOTO SHOW 2008 - Nippon Eye」Los Angeles Scion Gallery, 2008年[8]

## 記事、トーク、プレゼンテーション
- Pioneering Japanese Photograhy: Fukase Masahisa, 2019年[9]
- 「彼、深瀬昌久の残像を追って」note, 2019年[10]
- 「アーカイブとはなにか」アパートメント, 2019年[11]
- 「Masahisa Fukase: Father Figure」APERTURE 233, Winter 2018年[12]
- 連載「写真家は写真でかく語る」新潮45、2018年[13]
- 金子隆一 × トモ・コスガ トーク対談「鴉の秘密 アーカイブスの謎」IMA ONLINE, 2017年[14]
- 仲西祐介 × 中島佑介 × トモ・コスガ トーク鼎談「“写真で生きていく”ということ」SEIN | SIGMA, 2018年[15]
- 「性転換、孤独死、戦場……性と死のタブーにカメラを向ける日本人写真家たちの最尖端表現」サイゾーpremium, 2015年
- 「一万年の時を超えて」IMA ONLINE, 2015年
- 「デコトラの田附勝、東北の限界集落に自らを「しまう」」VICE, 2013年
- 「Nobuyoshi Araki」VICE, 2008年